# Hololepta morator
Hololepta morator är en skalbaggsart som beskrevs av Sylvain Auguste de Marseul 1860. Hololepta morator ingår i släktet Hololepta och familjen stumpbaggar. Inga underarter finns listade i Catalogue of Life.